# 谷津美彌子
谷津美彌子（日语：／ Yatsu Miyako，1968年7月8日—），日本女性動畫師、作畫監督、人物設計師。出身於靜岡縣。

## 經歷
1987年，當Production I.G首次招募新人動畫師時，谷津美彌子被錄取並隸屬於第2工作室，師從黃瀨和哉。培養了許多才華橫溢的前輩。1999年，她在《淘氣二人組》（第22話）首次擔任作畫監督。自2006年起在Studio LONG工作後，自2009年起開始擔任自由工作者。

## 參加作品

### 電視動畫
1987年
- 超能力魔美（動畫）

1989年
- 大耳鼠（動畫）

1991年
- 21衛門（動畫）

1992年
- 蠟筆小新（動畫、原畫）

1994年
- BLUE SEED（原畫）

1997年
- 爆走兄弟Let's & Go!!系列（原畫）

1998年
- 星方武俠Outlaw Star（日语：星方武侠アウトロースター）（原畫）

1999年
- 淘氣二人組（日语：スージーちゃんとマービー）（作畫監督、原畫）
- 週刊故事樂園（日语：週刊ストーリーランド）（原畫）

2000年
- 機獸新世紀ZOIDS（原畫）

2001年
- 永恆傳奇 THE ANIMATION（作畫監督、原畫）
- 地球少女Arjuna（作畫監督）
- PaRappa the Rapper（日语：パラッパラッパー）（作畫監督）
- 網球王子（作畫監督）
- 怪獸家族（人物設定、總作畫監督、原畫）

2002年
- 攻殼機動隊 STAND ALONE COMPLEX（原畫）
- 陸上防衛隊（原畫）

2003年
- 鋼之鍊金術師（原畫）

2004年
- 風人物語（作畫監督、原畫）
- 攻殼機動隊 S.A.C. 2nd GIG（原畫）
- 御伽草子（原畫）

2005年
- BLOOD+（原畫）
- 韋駄天翔（人物設定、總作畫監督、作畫監督、原畫）

2006年
- xxxHOLiC（原畫）
- 小呵欠（總作畫監督、作畫監督、原畫）

2007年
- 新勇者萊汀（日语：REIDEEN）（原畫）
- 神靈狩／GHOST HOUND（原畫）

2008年
- 波菲的漫長旅程（作畫監督、原畫）
- 魔法使的條件 ～夏日天空～（作畫監督）
- 馬赫女孩（總作畫監督、作畫監督）
- RD 潛腦調査室（作畫監督）
- 食靈 -零-（作畫監督、原畫）

2009年
- 南家三姊妹 歡迎回家（作畫監督、原畫）
- Battle Spirits 少年突破馬神（原畫）
- 你好 安妮 ～Before Green Gables（原畫）
- 第一神拳 New Challenger（原畫）
- 海物語 ～有你相伴～（OP原畫）
- ROSE O'NEILL KEWPIE（日语：ローズオニールキューピー）（人物設定、總作畫監督、作畫監督、原畫）

2010年
- 青春CUP（人物設定、總作畫監督、作畫監督）
- 王牌投手 振臂高揮 ～夏季大會篇～（原畫）
- 玩伴貓耳娘（原畫）
- 傳說的勇者的傳說（總作畫監督、作畫監督、OP2原畫）
- FORTUNE ARTERIAL 赤之約束（OP原畫）
- Battle Spirits Brave（原畫）

2011年
- 只想告訴你 2ND SEASON（原畫）
- 咚隆隆炎魔君 熊～熊燃燒（原畫）
- 人家一點都不喜歡啦！（BL作畫）
- 花牌情緣（OP原畫）
- 世界一初戀2（OP原畫）
- 轉吧！企鵝罐（原畫）

2012年
- BRAVE10（原畫）
- 魯邦三世 -名為峰不二子的女人-（原畫）
- 坂道上的阿波羅（原畫）
- 窮神（原畫）
- 只要妳說妳愛我。（作畫監督、原畫）

2013年
- Q弟偵探因幡（作畫監督）
- 失憶症（原畫）
- 惡之華（總作畫監督、作畫監督）
- 魔鬼戀人（原畫）
- 飆速宅男（原畫）

2014年
- Lady 寶石寵物（總作畫監督、ED原畫）
- 少年好萊塢 -HOLLY STAGE FOR 49-（日语：少年ハリウッド）（—2015年，作畫監督）
- 電波少女與錢仙大人（作畫監督）

2015年
- 百合熊風暴（原畫）
- 無頭騎士異聞錄 DuRaRaRa!!×2 承（作畫監督）
- 干物妹！小埋（作畫監督）
- DD北斗神拳2（作畫監督）

2016年
- 熊巫女（作畫監督）
- 男子啦啦隊!!（動作作畫監督）
- 啟航吧！編舟計畫（原畫）

2017年
- Classica Loid（作畫監督）
- 戀愛暴君（總作畫監督）
- 跳水男孩（人物設定、總作畫監督、作畫監督[1]）
- URAHARA（作畫監督）

2018年
- 百鍊霸王與聖約女武神（配角設定、總作畫監督）
- 天空與海洋之間（作畫監督）

2019年
- 同居人時而在腿上，時而跑到腦袋上。（作畫監督）
- 八月的棒球甜心（作畫監督）
- 傀儡馬戲團（原畫）
- 鬼滅之刃（原畫）
- 刺客守則（總作畫監督、作畫監督）

2020年
- 暗黑破壞神在身邊。（總作畫監督）
- 繼怪怪守護神（作畫監督）
- 熊熊勇闖異世界（總作畫監督）

2022年
- ORIENT 東方少年（原畫）
- 勇者、辭職不幹了（作畫監督）
- 足球風雲 Goal to the Future（總作畫監督）
- 被勇者隊伍開除的馭獸使，邂逅了最強種的貓耳少女（總作畫監督、作畫監督[2]）

2023年
- 熊熊勇闖異世界PUNCH！（總作畫監督）

2024年
- 為了在異世界也能撫摸毛茸茸而努力。（總作畫監督、作畫監督）
- 怪異與少女與神隱（作畫監督）
- 異世界悠閒紀行 ～邊養娃邊當冒險者～（作畫監督）

2025年
- 歡迎來到日本，妖精小姐。（作畫監督）
- 我想蹺掉太子妃培訓（總作畫監督、作畫監督）
- 使人誤解的工房主 ～關於原英雄隊伍的雜役人員，實際上除了戰鬥能力外全是SSS的故事～（總作畫監督）

### 電影動畫
1990年代
- 「EIJI」（日语：「エイジ」）（1990年，動畫）
- 風之大陸（日语：風の大陸）（1992年，動畫）
- 機動警察2 the Movie（1993年，動畫）
- GHOST IN THE SHELL／攻殼機動隊（1995年，原畫）
- 新世紀福音戰士劇場版：死與新生（1997年，原畫）
- 新世紀福音戰士劇場版：Air/真心為你（1997年，原畫）
- 超人力霸王貓：從星空降臨的不可思議貓（日语：ウルトラニャン）（1997年，原畫）
- 秋葉原電腦組：2011年的暑假（1999年，原畫）

2000年代
- 血戰：最後的吸血鬼（2000年，原畫）
- 櫻花大戰 活動寫真（日语：サクラ大戦 活動写真）（2001年，原畫）
- WXIII 機動警察（2002年，原畫）
- DEAD LEAVES（日语：DEAD LEAVES）（2004年，原畫）
- 劇場版 網球王子：二人武士 The First Game（2005年，作畫監督）
- 劇場版 TSUBASA翼：鳥籠國的公主（2005年，原畫）
- Genius Party BEYOND #5『次元爆彈』（日语：ジーニアス・パーティ）（2008年，原畫）

2010年代
- 劇場版 閃電十一人：最強軍團王牙來襲（2010年，原畫）
- Arve Rezzle -機器化的妖精們-（日语：アルヴ・レズル -機械仕掛けの妖精たち-）（2013年，新人原畫指導）

### OVA
1990年代
- 青春狂想曲（日语：八神くんの家庭の事情）（1990年，動畫）
- 每天都是星期天（1990年，動畫）
- 幸福的形式（日语：しあわせのかたち）（1990年，動畫）
- 敵人是海賊 ～貓咪們的饗宴～（日语：敵は海賊〜猫たちの饗宴〜）（1990年，動畫）
- 電影少女（1992年，初原畫）
- 怪醫黑傑克（1993年，原畫）
- 聖飢魔 ～充滿人類愛的社會～（日语：HUMANE SOCIETY 〜人類愛に満ちた社会〜）（1993年，原畫）
- 流星機學生霸（日语：流星機ガクセイバー）（1993年—1994年，原畫）
- 地球守護靈（1993年，原畫）
- BLUE SEED2（1996年，原畫）

2000年代
- 魔法護士小麥（2003年，佈局、原畫）
- 光速蒙面俠21 幻之黃金盃（Jump Festa）（2004年，人物設定、作畫監督）
- 網球王子（2006年，原畫）

### 遊戲
- 雙面嬌娃（1998年，原畫）
- 雪割花（1998年，作畫監督補、原畫）
- SCANDAL（日语：スキャンダル (ゲーム)）（2000年，原畫）
- 戰之國（2011年，插圖）

### 其它
- 奇幻麗卡系列（2011年，人物設定、作畫監督）

## 相關項目
- Production I.G
- Studio LONG（日语：スタジオロン）
- ZEXCS
- 日本動畫師列表（日语：アニメ関係者一覧）